# 2010 en Tunisie
Chronologie de la Tunisie
- 2006
- 2007
- 2008
- 2009
- 2010
- 2011
- 2012
- 2013
- 2014

Cet article présente les faits marquants de l'année 2010 en Tunisie.

## Chronologie

### Janvier
- 14 janvier : Le président Zine el-Abidine Ben Ali procède à un changement partiel de son gouvernement affectant treize ministères, dont ceux des Affaires étrangères (Kamel Morjane), de la Défense (Ridha Grira), des Finances (Ridha Chalghoum), de la Justice et des Droits de l'homme (Béchir Tekkari), de l'Enseignement supérieur (Lazhar Bououni), de l'Industrie et de la Technologie (Afif Chelbi), ainsi que le secrétaire général du gouvernement et des relations avec le Parlement (Abdelhakim Bouraoui)[1].
- 27 janvier : Dans un rapport, le rapporteur spécial de l'ONU pour la protection des droits de l'homme dans la lutte antiterroriste, Martin Scheinin (en), a relevé que « la stratégie nationale de lutte contre le terrorisme est un excellent exemple » mais souligne des incohérences dans la loi antiterroriste tunisienne qui font que « dans la majorité des cas, de simples intentions sont punies »[2].
- 30 janvier : La cour d'appel de Tunis confirme la condamnation à six mois de prison ferme du journaliste opposant Taoufik Ben Brik (49 ans) pour « faits de violence, outrage public aux bonnes mœurs et dégradation volontaire des biens d'autrui » contre une automobiliste. Selon son avocate, il s'agit d'une affaire montée de toutes pièces, « fabriquée par les services spéciaux »[3]. Il est incarcéré depuis le 29 octobre 2009 à la prison de Siliana (130 kilomètres de Tunis).

### Février
- 20 février : Le militant des droits de l'homme, Khemaïs Chammari, ancien vice-président de la Fédération internationale pour les droits humains (FIDH), commence une grève de la faim « en raison du harcèlement insupportable dont il serait l'objet de la part des autorités tunisiennes » ; il est « victime d'un régime qui ne recule devant rien pour empêcher toute expression démocratique », selon le communiqué de la LDH[4].

### Mars
- 11 mars : Visite de travail de deux jours à Tunis du président palestinien Mahmoud Abbas dans le cadre du « renforcement des relations tuniso-palestiniennes » à l'invitation du président Zine el-Abidine Ben Ali.
- 20 mars : Le président Zine el-Abidine Ben Ali dénonce des « accusations gratuites » et « sans fondements » de « professionnels de la suspicion » en prévision du scrutin municipal de mai, dans un discours au palais présidentiel de Carthage à l'occasion du 54e anniversaire de l'indépendance. Les dirigeants du Parti démocrate progressiste (opposition légale) ont dénoncé « un climat politique verrouillé qui n'est pas propice à la participation aux élections municipales », accusant le gouvernement « d'ignorer l'exigence des réformes impératives ».

### Juillet
- 3 juillet : Le ministre de l'Intérieur, Rafik Belhaj Kacem, et le ministre français de l'Immigration, Éric Besson, en visite officielle, signent un document portant sur une remise d'« équipements et de matériel » destinés à la lutte contre l'immigration clandestine. Cet accord s'ajoute aux accords de gestion concertée que la France a signé avec sept autres pays africains, dont le contrepartie de l'aide au développement qu'elle apporte concerne les réadmissions dans leurs pays d'origine d'immigrants illégaux présents sur son territoire. Les deux ministres ont plaidé pour le renforcement de leur coopération[5], l'instauration d'un partenariat de développement solidaire et durable, la préservation de la dignité et des droits acquis de l'immigré et la lutte contre le passage illégal des frontières ». La France délivre  quelque 90 000 visas par an aux ressortissants tunisiens. Il y a environ 600 000 Tunisiens ou Franco-Tunisiens installés en France[6].

### Août
- 14 août : Des affrontements violents entre Tunisiens et forces de l'ordre ont fait des blessés dans la région de Ben Gardane (sud), frontalière avec la Libye, après la fermeture du point de passage entre les deux pays. Il y a des blessés et des dégâts matériels. La principale cause des troubles a été la fermeture imposée par les autorités libyennes du seul point de passage frontalier entre la Tunisie et la Libye aux habitants de Ben Gardane voulant introduire des produits importés, ce qui a provoqué la colère des habitants déjà mécontents d'une taxe de 150 dinars instaurée quelques mois auparavant par la Libye pour le passage de chaque voiture. La majorité de la population de Ben Gardane, une ville connue par son important marché de produits importés de Libye, tire leur ressource du commerce avec le pays voisin[7].

### Septembre
- 24 septembre : Une collision entre deux trains, survenue au niveau de la localité de Bir El Bey (banlieue sud de Tunis) a fait un mort et 57 blessés. L'accident serait dû à « l'absence totale » de visibilité engendrée par une tempête accompagnée de fortes averses. L'un des deux trains a déraillé de la voie. Le ministre de l'Intérieur, Rafik Belhaj Kacem, et celui du Transport, Abderrahim Zouari, se sont rendus sur les lieux pour superviser les opérations de secours.
- 27 septembre : Création d'une nouvelle radio généraliste privée, Shems FM, (Soleil en arabe) émettant en dialecte local. Créée par Cyrine Mabrouk, fille du président Zine el-Abidine Ben Ali, cette radio se veut être « le reflet de la société tunisienne dans tous les domaines, société, économie, sport, arts et spectacles ». Ses programmes pourront être suivis dans un premier temps dans le Grand Tunis et sur le littoral-est du nord (Bizerte) au sud (Sfax)[8].

### Octobre
- 1er octobre : Le président du Réseau euro-méditerranéen des droits de l'homme et du Comité pour le respect des droits de l'homme en Tunisie, Kamel Jendoubi (58 ans), est arrivé en France après avoir été refoulé du Maroc la veille, à son arrivée à Rabat, par les autorités marocaines. À son arrivée à l'aéroport de Paris-Charles-de-Gaulle, il a été interrogé et fouillé par la police française. Opposant notoire au régime du président Zine el-Abidine Ben Ali, il est privé de son passeport tunisien depuis mars 2000[9].
- 3 octobre : Onze supporteurs tunisiens ont été arrêtés au Caire (Égypte) après des heurts qui ont fait dix blessés parmi les policiers à l'issue du match Al Ahly-Espérance de Tunis, en demi-finale aller de la Ligue des champions de la CAF à la suite de la victoire 2-1 de l'équipe égyptienne[10].
- 14 octobre : Le ministre français de l'Immigration, Éric Besson, est en visite de travail de deux jours dans le cadre de la mise en œuvre de l'accord franco-tunisien de gestion concertée des migrations et de développement solidaire. Il doit visiter deux centres de formation professionnelle réalisés dans le cadre de la coopération franco-tunisienne. Il est accompagné de sa nouvelle épouse, Yasmine Torjman, arrière-petite-fille de Wassila Bourguiba.
- 21 octobre : 17 jeunes Tunisiens ont été interceptés lors d'un contrôle de gendarmerie alors qu'ils s'apprêtaient à rallier illégalement l'Italie depuis le littoral sud de la Tunisie. Un passeur a été également arrêté et la police a saisi l'équivalent de 26 000 euros comprenant les montants payés par les jeunes migrants en contrepartie du voyage clandestin.

### Novembre
- 12 novembre : Le gouvernement tunisien conditionne la tenue du sommet de l'Union pour la Méditerranée (UPM), prévu fin novembre à Barcelone, à des progrès dans le processus de paix au Proche-Orient et à « l'absence de progrès dans la réalisation des projets adoptés dans le cadre de l'UPM ».
- 20 novembre : Sept Tunisiens, âgés entre 22 et 32 ans, originaires de la région de Sousse, ont été condamnés à des peines allant de cinq à sept ans de prison ferme pour « adhésion à un groupe terroriste » et tentative de rejoindre un réseau terroriste en Algérie. L'un d'eux a été condamné à sept ans de réclusion pour incitation à commettre des crimes terroristes et pour préparer un local pour des réunions illégales. Les prévenus ont nié devant le tribunal les charges retenues contre eux.

### Décembre
- 17 décembre : Mohamed Bouazizi, 26 ans, vendeur ambulant de fruits et légumes à Sidi Bouzid, se fait confisquer sa marchandise par la police municipale, n'ayant pas les autorisations nécessaires. Devant l'impossibilité de récupérer son bien, il décide de s'immoler par le feu devant le siège du gouvernorat. Gravement blessé, il est évacué vers un hôpital de Tunis. À la suite de cet incident, des habitants de Sidi Bouzid ont organisé, le jour même, un sit-in pacifique devant le gouvernorat. Les manifestants scandaient des slogans pour réclamer le droit de travailler en soutien au jeune commerçant, seul soutien de sa famille.
- 18 décembre : Le rassemblement de Sidi Bouzid (265 kilomètres au sud de Tunis), à la suite de la tentative de suicide la veille d'un jeune vendeur ambulant, s'est poursuivi, regroupant toujours plus de personnes. Des heurts ont alors éclaté entre les manifestants et la police, plusieurs personnes ont été blessées des deux côtés et plusieurs dizaines de manifestants ont été arrêtés.
- 19 décembre : La Ligue tunisienne des droits de l'homme demande une « enquête sérieuse ». Saluant le mouvement de protestation, le Parti démocrate progressiste (opposition légale) demande la libération des personnes arrêtées lors des affrontements à Sidi Bouzid. Les affrontements commencent à se propager aux communes des alentours.
- 20 décembre : Les autorités tunisiennes affirment que les affrontements de Sidi Bouzid ne représentent qu'un « incident isolé » et dénoncent leur exploitation à des fins politiques « malsaines ».
- 24 décembre : De violents affrontements ont opposé plus de 2 000 manifestants à la police, à Menzel Bouzaiane (région de Sidi Bouzid) faisant un tué et dix blessés. Les manifestants ont mis le feu à trois voitures de police, à des bureaux du Rassemblement constitutionnel démocratique (au pouvoir), à un train de marchandises et à un poste de la garde nationale.
- 26 décembre : Dans la nuit de samedi à dimanche, de violents affrontements ont eu lieu à Souk Jedid (région de Sidi Bouzid), faisant un blessé, un garde national, et des dégâts matériels importants. D'autres affrontements ont eu lieu à Regueb (région de Sidi Bouzid) provoquant des dégâts matériels importants.
- 28 décembre :
  - Le Syndicat national des journalistes tunisiens (ar) (SNJT) dénonce le « blocage médiatique » qui a accompagné le début des évènements de Sidi Bouzid, en proie à des troubles sociaux sur fond de chômage, « ce qui a ouvert la voie à des interprétations et des rumeurs dans l'absence d'une information précise ». Le SNJT condamne les actions d'« empêchement » et d'« entrave » auxquelles se sont heurtés des journalistes dont certains ont été agressés durant l'accomplissement de leur métier. Il a aussi condamné le recours de quelque médias étrangers notamment Al Jazeera à « l'amplification et la déformation des faits dans sa couverture à des évènements sociaux légitimes et pacifique et l'instrumentaliser politiquement pour susciter le désordre »[11].
  - Le président Zine el-Abidine Ben Ali, dans un discours sur la chaîne nationale Tunisie 7 adressé au peuple tunisien, regrette les événements de Sidi Bouzid en proie à des troubles sociaux et dénonce « l'ampleur exagérée qu'ont pris ces événements à cause de leur instrumentalisation politique par certaines parties qui ne veulent pas le bien de leur patrie et recourent à certaines chaînes de télévision étrangères qui diffusent des allégations mensongères sans vérification et se fondent sur la dramatisation [...] et la diffamation médiatique hostile à la Tunisie ». Dans l'après-midi, le chef de l'État s'est rendu au chevet du jeune vendeur ambulant, Bouazizi, et a reçu au palais présidentiel sa mère[12].
- 29 décembre : Le Premier ministre, Mohamed Ghannouchi, annonce un remaniement ministériel à la suite des troubles dans la région de Sidi Bouzid. Le ministre de la Communication, Oussama Romdhani, est remplacé par Samir Lâabidi, auparavant ministre de la Jeunesse et des Sports, lui-même remplacé par Abdelhamid Slama. Le ministre des Affaires religieuses, Boubaker El Akhzouri, est remplacé par Kamel Omrane et Slimane Ourak est nommé ministre du Commerce et de l'Artisanat. Le Parti démocrate progressiste (opposition légale) a appelé à la démission des ministres de l'Intérieur et de la Communication, les jugeant responsables de la dégradation de la situation à la suite des troubles sociaux de Sidi Bouzid[13].
- 30 décembre : Le président Zine el-Abidine Ben Ali a limogé le gouverneur de la région de Sidi Bouzid, en proie à des troubles sociaux, après la tentative de suicide d'un jeune vendeur ambulant de légumes et de fruits.

## Culture
- 24 avril : le Comar d'or est attribué à :
  - ouvrage en langue arabe :  تفاصيل صغيرة (Tafassilon Saghiraton, soit Petits détails) de Noureddine Aloui (ar) ;
  - ouvrage en langue française : Le Transfert des cendres de Fawzi Mellah .